# Sverre Sigurdsson
Sverre I. Sigurdsson (staroseversky: Sverrir Sigurðarson; 1145/1151 – 9. březen 1202) byl norský král v letech 1177–1202.
Nejdůležitějších zdrojem informací o Sverreho životě je jeho biografie, Sverris saga, zčásti napsaná ještě za jeho života. Tuto ságu nelze považovat za nezaujatou, protože předmluva uvádí, že část z ní byla napsaná díky přímému Sverreho sponzorování. Korespondence mezi papežem a norskými biskupy může sloužit jako alternativní zdroj informací o církevních záležitostech v dané době, ale Sverreho sága a tyto dopisy si v základních faktech neodporují.

## Život
Podle Sverreho ságy se narodil v roce 1151 Gunnhildě a jejímu manželovi Unåsovi, výrobci hřebenů z Faerských ostrovů. Když bylo Sverremu pět let, rodina se vrátila do otcovy domoviny, kde Sverre vyrůstal v domácnosti svého strýce, biskupa Roeho. Zde také Sverre studoval na kněže, to ale nebyl život, pro který byl předurčen.
V roce 1175 mu údajně matka sdělila, že jeho skutečným otcem byl norský král Sigurd II. a Sverre se vydal zpět do Norska. Tvrzení o Sverreho původu je dodnes problematické. Některé indicie naznačují, že v době, kdy se stal králem mu již bylo třicet let – věk jeho synů a synovců a to, že knězem se nemohl stát nikdo mladší třiceti let (to však bylo ve Skandinávii běžně ignorováno). Sverre však odmítal zkoušku žhavým železem, což jiní uchazeči o trůn v podobné situaci dělali. Norsko však již zažilo jiné uchazeče o trůn, jejichž původ byl podobně sporný – například Haralda IV.
Sverre každopádně v Norsku získal moc jako vůdce rebelské skupiny birkebeinerů (březonohých) v boji proti králi Magnusovi V. V červnu 1177 Sverre své muže nejprve přivedl do Trøndelagu, kde byl prohlášen králem. Několik let bojů skončilo Magnusovou porážkou a smrtí v bitvě u Fimreite 15. června 1184. Jak Magnusova flotila přicházela o loď za lodí, zbývající lodě byly přetížené. Magnus zřejmě zemřel na jedné z posledních lodí, když šla ke dnu.
Sverre obnovil dědičnost královské hodnosti a prosadil reformy práva, správního systému. Jmenoval sám sebe nejvyšším církevním hodnostářem. Konflikty s církví vedly ke v roce 1194 k jeho exkomunikaci. To vzápětí vyvolalo nelibost biskupů, kteří se sdružili pod vedením biskupa z Osla do takzvané baglerské strany (bargell = biskupská hůl) a vystoupili proti březonohým, kteří se mezitím proměnili doslova v lidové hnutí. Spory a rozepře se stupňovaly, až vypukla občanská válka, která pokračovala i po smrti Sverra (1202) a vyústila do vytvoření dvou norských království – království baglerského a království březonohých.
Na smrtelné posteli Sverre prohlásil, že nemá jiné přeživší syny než Haakona. Také Haakonovi napsal dopis, ve kterém mu radí, aby urovnal dlouhodobé spory s církví. Když se zprávy o Sverreho smrti dostali k Haakonovi a frakci birkebeiner v Nidarosu, Haakon byl vybrán jako vůdce frakce. Téhož roku byl prohlášen králem.